# 聖少女戦隊レイカーズ
『聖少女戦隊レイカーズ』（せいしょうじょせんたいレイカーズ）は、アップルパイより発売された18禁シミュレーションゲームシリーズ。

## 概要
1993年から1996年にかけて『聖少女戦隊レイカーズ』の1作目から3作目が発売された。1996年10月18日にはIとIIのWindows移植版に当たる『聖少女戦隊レイカーズI・II For Win』が発売され、1997年10月9日にはIIIも単体で移植されている。追加要素としては音声の追加と一部CGの追加となっている。
1996年5月21日には、『聖少女戦隊レイカーズEX』のタイトルでOVA化もされた。
アダルトゲームにおける特撮物系作品の走りとして一定の知名度を有する（ただし、実売は知名度に比べると伸び悩んだ模様）。

## 歴史
- 1993年12月25日、聖少女戦隊レイカーズ発売
- 1994年12月16日、聖少女戦隊レイカーズII発売
- 1996年4月26日、聖少女戦隊レイカーズIII発売
- 1996年5月21日、聖少女戦隊レイカーズEX発売
- 1996年10月18日、聖少女戦隊レイカーズI・II For Win発売
- 1997年10月9日、聖少女戦隊レイカーズIII For Win発売

## あらすじ
聖少女戦隊レイカーズ

聖少女戦隊レイカーズII

聖少女戦隊レイカーズIII

## 登場キャラクター

### レイカーズ
神楽坂 玲子（かぐらさか れいこ） / スターレイカー
1976年2月14日生、17歳、身長160cm・A型、B:82cm W:56cm H:82cm
レイカーズのリーダー。学生として生活を送る一方、人気アイドルとして活動している少女。ガドラム襲撃時、大道寺洸と一緒にいたことから最初にレイカーズとして覚醒する。後に大道寺洸と恋人同士になるのだが、IIIにおいて大道寺洸の優柔不断振りに疲れたため、一旦別れを告げている。
倉田 千晶（くらたち あき） / クンフーレイカー
1975年7月22日生、17歳、身長168cm・O型、B:82cm W:59cm H:84cm
レイカーズの副リーダー格。学校内では不良として怖がられている少女。ただし、口は悪いが意外と面倒見は良い。変身名のとおり、カンフーを得意としており打撃戦に長じる。実家は中華料理屋を営んでおり、そのため何もないときはしっかりと家業の手伝いをしている。大道寺洸に対しては途中から好意を持つようになったが、一方でギルダーナイトにはめられて同士討ち状態にされかかったことがある。
橘 夏音（たちばな なつね） / ジュードーレイカー
1976年3月1日生、17歳、身長170cm・AB型、B:94cm W:58cm H:84cm
大道寺洸とは幼馴染である少女。柔道に所属し実力は高く評価されてきる。元々大道寺洸に好意を持っていたが、家族のような関係を続けていたことなどもあり言い出せずに来ていた。憎まれ口を叩くこともあるが、基本的には大道寺洸のことを気遣う姿勢をとることが多い。
両親は健在だが、作品上では母親のみ登場。なお、メンバーでは一番胸が大きくはあるのだが、原画者の趣味の関係で明らかにサイズがおかしくなっていた。
氷川 弥生（ひかわ やよい） / ソウルレイカー
1975年9月24日生、17歳、身長158cm・A型、B:80cm W:57cm H:85cm
実家が神社で巫女として手伝いなどをすることのある少女。おとなしい性格だが、やや頑固な部分も。スタッフにはあまり気に入られていなかったのかシリーズで設定や環境がコロコロ変わっておりかなり不遇なキャラクターではあった。
森山 由架（もりや まゆか） / バニーレイカー
1976年6月5日生、17歳、身長156cm・B型、B:78cm W:57cm H:83cm
レイカーズメンバー中唯一歳違い（後輩）の少女。大道寺洸が所属するサッカー部のマネージャーを務めている。大道寺洸に対して強い好意を持っているのだが、それが露骨だったせいかサッカー部のほかの部員に襲われかかったことがある。他のメンバーに比べ戦闘面では特別な物を持っていないタイプである。
大道寺 洸（だいどうじ あきら） / ブラードナイト
1975年7月5日生、18歳、身長178cm・A型
普通の高校生。ブラード星の王子・アランと同化し、「聖戦士ブラードナイト」としてレイカーズを指揮する。
アラン・ブラード
ブラード星の王子。

### ガドラム帝国
第1作目の敵。
ガルヴァーン
ガドラム帝国の女皇帝。
オレアナ
ガドラム帝国の烈火将軍。
レティシア
ガドラム帝国の冷徹参謀で、知的な策略が戦い冷酷な指揮官。綾小路範子という化け名で、鷲ノ羽学園に生徒として潜り込む。
ガドリン
ガドラム帝国の女性型戦闘員たち。

### 犯罪組織ギルドール
第2作目に登場するガドラム帝国を上回る新たな敵で、「機動要塞ギルグラード」を本拠地とする。アランの細胞から作られた悪のサイボーグ、ギルダーナイトを存在する。
ライオット
犯罪組織ギルドールの総帥。美しい金髪の青年で、不老不死に近い寿命を持っている。
クレア
犯罪組織ギルドールの戦闘指揮官。
ギルダーナイト
犯罪組織ギルドールのクローンサイボーグ。
レティシア
影虎

### バルダーク帝国
第3作目に登場する敵で、ブラード星人の生き残る。
ネオス・ブラード
バルダーク帝国の皇帝。
霹靂のアイゼリア
疾風のデスガリア
ローラ・ブラード
バルダイン
バルダーク帝国の戦闘員。

### その他のキャラクター
浅川 詩織（あさかわ しおり）
前島 美伽（まえしま みか）
斉藤 美歩（さいとう みほ）
野上 綾（のがみ あや）
剣 恭一郎（つるぎ きょういちろう）
剣 陽子（つるぎ ようこ）
菊 奈津子（たちばな なつこ）
高瀬 勇次（たかせ ゆうじ）

## 作中用語
レイカークリスタル

## スタッフ
- 企画 - 小霸王（I・II）、PROSIT（III）
- シナリオ - 小霸王
- プログラム - マン・ウェンリー
- サブプログラム - PROSIT
- キャラクターデザイン・原画・CG進行 - かんとりふぁーむ
- エディット - ゾキハラゾキヲ
- エディット デバッグ - ろすけ

## アニメ
『聖少女戦隊レイカーズEX』は、パソコンゲーム『聖少女戦隊レイカーズ』I、II、IIIを原作に新たにSF的な世界観を追加して製作されたR指定のオリジナルSF美少女アクションアニメーション作品。メインキャラクターのプロテクターのデザイン着色がほぼ原作に忠実に再現されている。KAMIKAZEとは、株式会社アップルパイの中にあるブランド名レイカーズシリーズを主に作製している。
キャスト
- 神楽坂玲子（スターレイカー） - （声：麻見順子）
- 倉田千晶（クンフーレイカー） - （声：勝生真沙子）
- 橘夏音（ジュードーレイカー） - （声：こおろぎさとみ）
- 氷川弥生（ソウルレイカー） - （声：及川ひとみ）
- 森山由架（バニーレイカー） - （声：かないみか）
- 大道寺洸（ブラードナイト） - （声：森川智之）
- オレアナ - （声：松井菜桜子）

スタッフ
- 監督 - 河村隆
- 脚本 - 流星
- キャラクターデザイン・作画監督 - 藤井浩一
- 絵コンテ - 川島宏
- 美術監督 - 宮前光春
- 音響監督 - 鶴岡陽太

## 関連書籍
ノベライズ
- 『聖少女戦隊レイカーズ』（ワニマガジン社〈メガヒット・ノベルズ〉、1996年8月15日発売） ISBN 4-89829-507-X
  - 紅あすか/著、KAMIKAZE/イラスト

- 『聖少女戦隊レイカーズ2 宇宙犯罪組織ギルドールの章』（ワニマガジン社〈メガヒット・ノベルズ〉、1996年10月30日発売） ISBN 4-89829-510-X
  - 紅あすか/著、KAMIKAZE/イラスト

- 『聖少女戦隊レイカーズ3 悪逆の帝国バルダークの章』（ワニマガジン社〈メガヒット・ノベルズ〉、1996年12月10日発売） ISBN 4-89829-511-8
  - 紅あすか/著、KAMIKAZE/イラスト

ファンブック
- 『聖少女戦隊レイカーズ 原画集』（笠倉出版社〈SAKURA MOOK 87〉、1996年9月30日発行） ISBN 4-7730-0787-7